# 代理原稿
代理原稿（だいりげんこう）とは出版業界、雑誌編集者の専門用語。代替原稿および略して代原（替原）とも言う。
雑誌に本来掲載されるはずの作品について、予定されていた作家が間に合わずに落稿させてしまった場合など、空いたページを埋め合わせるために、用意しておく原稿や、代わりに掲載する原稿を指す。
漫画・小説などの場合、誌面の編集段階など時間的に余裕の無い状況で手持ちの素材で用意されることが多い。また、代理原稿には新人作家の作品や新人賞の入選作品がよく用いられるため、新人作家が商業デビューする機会の1つとしても重要である。
他方、コラムなどの小記事の場合、編集者が手頃な話題でトピックを書いたり、自社広告などで穴埋めすることも多い。『ヤングマガジン』のように公式サイトで代理原稿を募集する雑誌もある。
この様な形で掲載される原稿については、原稿料の支払いのタイミングは契約によって以下のように不統一である。
- 掲載時に支払われる場合[3]
- 納品時に支払われる場合（買取原稿の一種）[要出典]
- 納品時に半額、掲載時に残りの半額が支払われる場合[要出典]

『ヤングマガジン』では、採用された場合、発行元の講談社側より10万円を支払うとしている。
『週刊少年マガジン』では同誌の新人により代理原稿が描かれていたが、2025年に「マガジン代原漫画賞」と称して一般から公募が行われた。同誌によると、代理原稿の公募は前代未聞である。この漫画賞で受賞した作品は、そのまま同誌に掲載となる。
『月刊コンプエース』では代原連載が行われ、じゅうあみの『我らひとしくギャルゲヒロイン』が「同誌の掲載作品に空きが出たときだけ登場する」形で掲載されていた。